# Schizachyrium multinervosum
Schizachyrium multinervosum är en gräsart som beskrevs av George Valentine Nash. Schizachyrium multinervosum ingår i släktet Schizachyrium och familjen gräs. Inga underarter finns listade i Catalogue of Life.